# بوتانتیول
بوتانتیول (به انگلیسی: Butanethiol) یک ترکیب شیمیایی با شناسه پاب‌کم ۸۰۱۲ است. شکل ظاهری این ترکیب، مایع شفاف تهوع‌آور است.